# بومرنگ (مجموعه تلویزیونی)
بومرنگ یک مجموعه تلویزیونی محصول سال ۱۳۷۶ به کارگردانی فیاض موسوی،  می‌باشد که از شبکه یک پخش شد.

## بازیگران
- محمد ابهری
- غلامرضا طباطبایی
- رضا رویگری
- نیکو خردمند